# James Patrick Sinnott Devereux
James Patrick Sinnott Devereux (ur. 20 lutego 1903 w Cabanie na Kubie, zm. 5 sierpnia 1988 w Baltimore) – amerykański wojskowy i polityk, republikanin.

## Zarys biografii
Urodził się w miejscowości Cabana na Kubie. Uczęszczał do szkół w Waszyngtonie, Port Deposit w stanie Maryland, a także w Lozannie w Szwajcarii. W 1923 wstąpił do Korpusu Piechoty Morskiej Stanów Zjednoczonych, gdzie służył do 1948, osiągając stopień generała brygadiera. Służył między innymi na Kubie, w Nikaragui oraz Chinach. Podczas II wojny światowej dowodził obroną amerykańską podczas bitwy o wyspę Wake z Japończykami. W następstwie bitwy został przez nich wzięty do niewoli, gdzie przebywał od grudnia 1941 do stycznia 1945.
Po wystąpieniu z wojska w 1948 początkowo zajął się rolnictwem. W latach 1951–1959 przez cztery kadencje był przedstawicielem drugiego okręgu wyborczego w stanie Maryland w Izbie Reprezentantów Stanów Zjednoczonych.
Zmarł 5 sierpnia 1988 w Baltimore. Pochowany jest na Cmentarzu Narodowym w Arlington w Wirginii.